# 2005 TN53
2005 TN53 – planetoida z grupy trojańczyków Neptuna, odkryta w 2005 roku.

## Orbita planetoidy
Planetoida ta krąży w średniej odległości 30 j.a. od Słońca po lekko eliptycznej orbicie o mimośrodzie 0,0662. Wykonuje jeden obieg wokół Słońca w ciągu ok. 164,8 lat. Orbita 2005 TN53 nachylona jest pod kątem ok. 25º do płaszczyzny ekliptyki.
W swym ruchu orbitalnym asteroida ta znajduje się w pobliżu punktu libracji L4 układu Neptun – Słońce. Krążąc po orbicie poprzedza Neptuna, znajdując się ok. 60º przed nim.

## Właściwości fizyczne
Średnica tego obiektu szacowana jest na kilkadziesiąt kilometrów. Jego jasność absolutna to 9,0m.